# ヴィランの言い分
ヴィランの言い分（ヴィランのいいぶん）は、NHK Eテレで2022年3月30日から放送されているテレビ番組。放送開始当初は不定期放送であったが、2023年4月8日よりレギュラー放送が開始された。

## 概要
番組ではゴキブリや二酸化炭素、ムダ毛など「汚い、有害、醜い、ウザい」と世間から嫌われる悪役を「ヴィラン」と呼ぶ。ヴィランは本当に悪なのか、最新研究や実験映像、アニメ、紙芝居、落語などの手法を用いてヴィランの様々な秘められた能力を解き明かし、ヴィランの本当の姿に迫る。

### 放送開始までの経緯
番組は『すイエんサー』に続く若い世代向けの科学番組を立ち上げるべく、若手のスタッフ数人が集まり企画を練っていた際に、その中の1人のプロデューサーである金秦希によって出された案により生まれた。「人々から好かれていると思われているものや世間で広く認められているものを紹介する番組はこれまでにもあったので、あえて視点を変えてアウトローにスポットを当ててはどうだろうか。悪と思われていたものの新たな一面が浮き彫りになることで、逆に善と思われていたものがアウトローに見えることもあるかもしれない」ということから放送の開始が決定した。

### 番組構成
通常放送回において番組はスタジオにおいて「ヴィラン」とゲストの「アンチヴィラン」が対決をする形式で進行する。スタジオには実際に自らの言い分を主張するヴィラン本人が登場し、スタジオのアンチヴィランたちに自らの言い分をぶつける他、自らの体（着ぐるみ）も使い様々なウワサを検証していく。
対決スペシャル回においては、これまで放送した回の中からイメージの類似性が強く、お互いを意識し合っていそうな2人のヴィランが登場し、それぞれが自分の長所を言い合う構成となっている。2023年度までの対決スペシャルにおいては、ヴィラン役の出演者が着ぐるみを着用し再登場する形式であった。2024年度以降はヴィラン学園を舞台としたアニメーションの形式へと変更された他、2人のヴィランのどちらをより嫌うのか50人以上の人々に街頭インタビューでの調査を開始した。
2025年度、第82回より、番組において紹介されたヴィランの認知度が上がるにつれて、「我こそワル中のワル、ヴィランだ」と名乗りを上げるモノが続出した事を受け、ヴィランを発掘する「ヴィランオーディション」を開催する企画が開始された。またオーディション回においてはヴィランになりたいモノは挑戦者、ゲストはゲスト審査員として出演する。

## 出演者

### MC
- 八嶋智人[1]

### アシスタント
- 久保田祐佳[9]（レギュラー：2022年3月30日 - 2025年5月3日）
- 石井隆広[10]（不定期：2023年12月23日 - ）
- 川口由梨香[11]（レギュラー：2025年5月10日 - ）

### 語り
- 武内駿輔[3]

## 放送日時
- 2022年度（2022年03月30日 - 2023年03月）
  - 不定期
- 2023年度[12][13]（2023年04月08日 - 2024年03月23日）
  - NHK Eテレ 土曜日 10:30 - 11:00
  - NHK Eテレ 火曜日 19:30 - 20:00 (再放送) ※毎月最終週を除く
- 2024年度・2025年度[14][15][16]（2024年04月06日 - ）
  - NHK Eテレ 土曜日 10:30 - 11:00
  - NHK Eテレ 水曜日 19:25 - 19:55 (再放送)

## エピソード

### 2022年度（不定期放送）
| 話数 | タイトル     | ヴィラン   | ゲスト (アンチヴィラン)        | 初放送日 (JST) | 出典         |
| ---- | ------------ | ---------- | ------------------------------ | -------------- | ------------ |
| 1    | ムダ毛       | - 山根和馬 | - 菊地亜美 - 加藤諒            | 2022年03月30日 | [ 2 ] [ 19 ] |
| 2    | ゴキブリ (1) | - 山根和馬 | - 杉浦太陽 - アンジェリーナ1/3 | 2022年08月27日 | [ 5 ] [ 20 ] |
| 3    | オナラ       | - 西野未姫 | - 西田ひかる - ryuchell        | 2022年12月21日 | [ 6 ]        |

### 2023年度（レギュラー放送）
| 話数 | タイトル                                  | ヴィラン                                                                     | ゲスト (アンチヴィラン)                                       | 初放送日 (JST) | 出典          |
| ---- | ----------------------------------------- | ---------------------------------------------------------------------------- | ------------------------------------------------------------- | -------------- | ------------- |
| 4    | ハエ (1)                                  | - 山根和馬                                                                   | - 天野ひろゆき - 村上佳菜子                                   | 2023年04月08日 | [ 3 ]         |
| 5    | カラス                                    | - 山根和馬                                                                   | - 渡辺裕太 - おじゃす                                         | 2023年04月15日 | [ 21 ]        |
| 6    | クセ                                      | - こがけん                                                                   | - ユージ - とうあ                                             | 2023年04月22日 | [ 22 ]        |
| 7    | ウンチ                                    | - 石出奈々子                                                                 | - ryuchell - アンジェリーナ1/3                                | 2023年04月29日 | [ 23 ]        |
| 8    | ハエ (2)                                  | - 山根和馬                                                                   | - 天野ひろゆき - 村上佳菜子                                   | 2023年05月06日 | [ 24 ]        |
| 9    | 脂肪                                      | - やす子                                                                     | - 庄司智春 - 野呂佳代                                         | 2023年05月13日 | [ 25 ]        |
| 10   | ホコリ                                    | - 斉藤慎二                                                                   | - 二階堂高嗣 - 藤本美貴                                       | 2023年05月20日 | [ 26 ]        |
| 11   | シロアリ                                  | - 井上咲楽                                                                   | - ユージ - アンジェリーナ1/3                                  | 2023年06月03日 | [ 27 ]        |
| 12   | 汗                                        | - かなで（3時のヒロイン）                                                    | - 水谷隼 - ぺえ                                               | 2023年06月10日 | [ 28 ]        |
| 13   | クモ (1)                                  | - 箕輪はるか                                                                 | - 真壁刀義 - 大家志津香                                       | 2023年06月17日 | [ 29 ]        |
| 14   | ヘビ                                      | - 大水洋介                                                                   | - 小森隼 - おじゃす                                           | 2023年07月01日 | [ 30 ]        |
| 15   | 毒キノコ                                  | - 石出奈々子                                                                 | - 渡辺裕太 - 須田亜香里                                       | 2023年07月08日 | [ 31 ]        |
| 16   | 蚊                                        | - 黒沢かずこ                                                                 | - 松村沙友理 - じんじん（ぱぱらぴーず）                       | 2023年07月15日 | [ 32 ]        |
| 17   | スズメバチ                                | - 大和悠河                                                                   | - 濱口優 - アンジェリーナ1/3                                  | 2023年07月29日 | [ 33 ]        |
| 18   | クモ (2)                                  | - バービー                                                                   | - 高橋克実 - ゆうちゃみ                                       | 2023年08月05日 | [ 34 ]        |
| 19   | 紫外線                                    | - レイザーラモンHG                                                           | - 小森隼 - 秋元真夏                                           | 2023年08月12日 | [ 35 ]        |
| 20   | コウモリ                                  | - 栗原類                                                                     | - ハリー杉山 - 山之内すず                                     | 2023年08月26日 | [ 36 ]        |
| 21   | カビ                                      | - つぶやきシロー                                                             | - JOY - 村重杏奈                                              | 2023年09月09日 | [ 37 ]        |
| 22   | カメムシ                                  | - イワクラ（蛙亭）                                                           | - 小島よしお - 峯岸みなみ                                     | 2023年09月16日 | [ 39 ]        |
| 23   | 対決SP ハエ vs. ウンチ                    | - 山根和馬（ハエ） - 石出奈々子（ウンチ）                                    |                                                               | 2023年09月23日 | [ 40 ]        |
| 24   | サビ                                      | - 西堀亮（マシンガンズ）                                                     | - 河井ゆずる（アインシュタイン） - 川端結愛                   | 2023年10月14日 | [ 41 ]        |
| 25   | ピーマン                                  | - 寺島進                                                                     | - 勝俣州和 - 川田秋妃                                         | 2023年11月04日 | [ 42 ]        |
| 26   | 静電気                                    | - 松陰寺太勇                                                                 | - 中岡創一 - おじゃす                                         | 2023年11月11日 | [ 43 ]        |
| 27   | 対決SP カラス vs. コウモリ                | - 山根和馬（カラス） - 栗原類（コウモリ）                                    |                                                               | 2023年11月18日 | [ 44 ]        |
| 28   | 垢                                        | - 大水洋介                                                                   | - 村上佳菜子 - 戸塚純貴                                       | 2023年12月02日 | [ 45 ]        |
| 29   | ダニ                                      | - 梶原善                                                                     | - JOY - アンジェリーナ1/3                                     | 2023年12月09日 | [ 46 ]        |
| 30   | ヴィランの言い分SP 虫垂炎 vs. いぼ痔 (じ) | - 福尾誠（虫垂炎） - 石出奈々子（いぼ痔） - 石井隆広（いぼ痔のアシスタント） | - ウド鈴木 - アンジェリーナ1/3 - 尾形貴弘 - おじゃす - 小森隼 | 2023年12月23日 | [ 10 ] [ 47 ] |
| 31   | 対決SP ムダ毛 vs. 汗                      | - 山根和馬（ムダ毛） - かなで（汗）                                          |                                                               | 2024年01月06日 | [ 48 ]        |
| 32   | 鼻水                                      | - 酒井貴士                                                                   | - 太田博久 - 本田望結                                         | 2024年01月13日 | [ 49 ]        |
| 33   | 緊張                                      | - もう中学生                                                                 | - 児嶋一哉 - ゆうちゃみ                                       | 2024年01月20日 | [ 50 ]        |
| 34   | ワサビ                                    | - 井口浩之（ウエストランド）                                                 | - 田中直樹 - 休井美郷                                         | 2024年02月03日 | [ 51 ]        |
| 35   | ネズミ                                    | - おいでやす小田                                                             | - 河井ゆずる - 朝比奈彩                                       | 2024年02月10日 | [ 52 ]        |
| 36   | 対決スペシャル サビ vs. カビ              | - 西堀亮（サビ） - つぶやきシロー（カビ）                                    |                                                               | 2024年02月24日 | [ 53 ]        |
| 37   | イモムシ                                  | - 村上佳菜子                                                                 | - ぺえ - 浪川大輔                                             | 2024年03月02日 | [ 54 ]        |
| 38   | サメ                                      | - 真壁刀義                                                                   | - つるの剛士 - おじゃす                                       | 2024年03月09日 | [ 55 ]        |
| 39   | ミミズ                                    | - 瀧川鯉斗                                                                   | - 藤井サチ - ハリー杉山                                       | 2024年03月16日 | [ 56 ]        |
| 40   | 対決SP クモ vs. カメムシ                  | - バービー（クモ） - 蛙亭イワクラ（カメムシ）                                |                                                               | 2024年03月23日 | [ 57 ]        |

### 2024年度
| 話数 | タイトル                                        | ヴィラン | ゲスト (アンチヴィラン) | 初放送日 (JST) | 出典   |
| ---- | ----------------------------------------------- | --- | --- | -------------- | ------ |
| 41   | 蛾 (1)                                          | - 大和悠河 | - 平子祐希 - 村重杏奈 | 2024年04月06日 | [ 58 ] |
| 42   | 蛾 (2)                                          | - 斎藤司 | - 平子祐希 - 村重杏奈 | 2024年04月13日 | [ 59 ] |
| 43   | 睡魔                                            | - 栗原類 | - 山下健二郎 - ゆめぽて | 2024年04月20日 | [ 60 ] |
| 44   | 花粉                                            | - 加藤諒 | - 藤田ニコル - 陣内智則 | 2024年04月27日 | [ 61 ] |
| 45   | ムカデ                                          | - ジャンボたかお（レインボー） | - 山添寛（相席スタート） - 須田亜香里 | 2024年05月11日 | [ 62 ] |
| 46   | セロリ                                          | - 寺島進 | - 高山一実 - JOY | 2024年05月18日 | [ 63 ] |
| 47   | 虫歯                                            | - 須田亜香里 | - 丸山桂里奈 - 河井ゆずる | 2024年06月01日 | [ 64 ] |
| 48   | 対決スペシャル ヘビ vs. ミミズ                  | - 武内駿輔（ヘビ、声の出演） - 土師亜文（ミミズ、声の出演） | | 2024年06月08日 | [ 65 ] |
| 49   | 寄生虫                                          | - 鈴木拓 | - 庄司智春 - アンジェリーナ1/3 | 2024年06月15日 | [ 66 ] |
| 50   | フナムシ                                        | - みなみかわ | - 小森隼 - ハシヤスメ・アツコ | 2024年06月22日 | [ 67 ] |
| 51   | ナメクジ                                        | - 熊元プロレス | - 高橋茂雄 - 松田里奈 | 2024年07月06日 | [ 68 ] |
| 52   | ゴーヤー                                        | - 小島よしお | - 廣野凌大 - 川端結愛 | 2024年07月13日 | [ 69 ] |
| 53   | 運動音痴                                        | - 福尾誠 | - 前山田健一 - おじゃす | 2024年07月20日 | [ 70 ] |
| 54   | 対決スペシャル ダニ vs. シロアリ                | - 武内駿輔（ダニ） - 土師 亜文（シロアリ） | | 2024年08月03日 | [ 71 ] |
| 55   | セミ                                            | - オーイシマサヨシ | - 陣内智則 - 藤本美貴 | 2024年08月10日 | [ 72 ] |
| 56   | ヴィランの言い分スペシャル 隠れヴィランを暴け！ | - 隠れヴィラン - アンジェリーナ1/3（トマト） - レイザーラモンHG（アーモンド） - 鈴木拓（ウナギ） - こがけん（トウガラシ） - 村上佳菜子（水） - 石井隆広（ヴィランサポーター） - レインボー (お笑いコンビ) | - 隠れヴィラン - アンジェリーナ1/3（トマト） - レイザーラモンHG（アーモンド） - 鈴木拓（ウナギ） - こがけん（トウガラシ） - 村上佳菜子（水） - 石井隆広（ヴィランサポーター） - レインボー (お笑いコンビ) | 2024年08月17日 | [ 73 ] |
| 57   | クラゲ                                          | - 渡辺江里子 | - つるの剛士 - 大家志津香 | 2024年08月24日 | [ 74 ] |
| 58   | カサブタ                                        | - 酒井貴士 | - ファーストサマーウイカ - 後藤威尊 | 2024年08月31日 | [ 75 ] |
| 59   | トゲ                                            | - レイザーラモンHG | - 小木博明 - 櫻井優衣 | 2024年09月14日 | [ 76 ] |
| 60   | イナゴ                                          | - オラキオ | - 橋本直 - ハシヤスメ・アツコ | 2024年09月21日 | [ 77 ] |
| 61   | 対決スペシャル ピーマン vs. ワサビ              | - 河本邦弘（ピーマン） - 武内駿輔（ワサビ） | | 2024年09月28日 | [ 78 ] |
| 62   | カエル                                          | - 和田まんじゅう | - 小宮浩信 - 野呂佳代 | 2024年10月12日 | [ 79 ] |
| 63   | 水虫                                            | - ザブングル加藤 | - 遠藤章造 - 丸山桂里奈 | 2024年10月19日 | [ 80 ] |
| 64   | ノイズ                                          | - ハリウッドザコシショウ | - 加納 - ユージ | 2024年11月02日 | [ 81 ] |
| 65   | 納豆                                            | - スギちゃん | - 南明奈 - 山根良顕 | 2024年11月09日 | [ 82 ] |
| 66   | サソリ                                          | - ZAZY | - 高橋茂雄 - 小倉優子 | 2024年11月16日 | [ 83 ] |
| 67   | 対決スペシャル サメ vs. クラゲ                  | - 武内駿輔（サメ） - 明智璃子（クラゲ） | | 2024年12月07日 | [ 7 ]  |
| 68   | トウガラシ                                      | - こがけん | - 椿鬼奴 - 渡辺裕太 | 2024年12月14日 | [ 84 ] |
| 69   | トカゲ                                          | - 永野 | - 村上 - 川端結愛 | 2024年12月21日 | [ 85 ] |
| 70   | アメリカザリガニ                                | - 寺島進 | - おじゃす - 天野ひろゆき | 2025年01月04日 | [ 86 ] |
| 71   | 雑草                                            | - 石出奈々子 | - 村上佳菜子 - 渡辺裕太 | 2025年01月11日 | [ 87 ] |
| 72   | ゴキブリ (2)                                    | - 須田亜香里 | - 近藤春菜 - 栗谷 | 2025年01月18日 | [ 88 ] |
| 73   | 対決スペシャル カエル vs. ナメクジ              | - 熊元プロレス（ナメクジ） - 和田まんじゅう（カエル） | | 2025年02月01日 | [ 89 ] |
| 74   | ヒル                                            | - 岡野陽一 | - 福田麻貴 - 西村瑞樹 | 2025年02月08日 | [ 90 ] |
| 75   | ワニ                                            | - 八木真澄 | - 平子祐希 - みりちゃむ | 2025年03月01日 | [ 91 ] |
| 76   | ハイエナ                                        | - 石山タオル | - 藤本美貴 - チャンカワイ | 2025年03月08日 | [ 92 ] |
| 77   | 対決スペシャル ゴーヤー vs. セロリ              | - 小島よしお（ゴーヤー1） - 武内駿輔（ゴーヤー2） - 寺島進（セロリ1） - 長谷美希（セロリ2） | | 2025年03月15日 | [ 93 ] |

### 2025年度
| 話数 | タイトル                         | ヴィラン | ゲスト (アンチヴィラン)      | 初放送日 (JST)        | 出典    |
| ---- | -------------------------------- | --- | ---------------------------- | --------------------- | ------- |
| 78   | 空腹                             | - 栗原類 | - みりちゃむ - 大鶴肥満      | 2025年04月05日        | [ 94 ]  |
| 79   | ハト                             | - レイザーラモンRG | - 高橋みなみ - 井口浩之      | 2025年04月12日        | [ 95 ]  |
| 80   | おしっこ                         | - 真壁刀義 | - 黒沢かずこ - 山根良顕      | 2025年04月19日        | [ 96 ]  |
| 81   | イモリ                           | - 長谷川雅紀 | - アンジェリーナ1/3 - 小森隼 | 2025年05月03日        | [ 8 ]   |
| 82   | シラミ                           | - クロちゃん | - 木村有希 - てぃ先生        | 2025年05月10日        | [ 97 ]  |
| 83   | ナルシスト                       | - 井上裕介 | - 徳井健太 - 薄幸            | 2025年05月17日        | [ 98 ]  |
| 84   | 対決スペシャル ムカデvs.ゴキブリ | - 武内駿輔（ムカデ） - 田中あいみ（ゴキブリ）                                                                                        |                              | 2025年05月31日        | [ 99 ]  |
| 85   | 泥                               | - 小堀裕之 | - 野々村友紀子 - 河井ゆずる  | 2025年06月07日        | [ 100 ] |
| 86   | タコ                             | - あばれる君 | - おじゃす - 新山士彦        | 2025年06月14日        | [ 101 ] |
| 87   | 湿気                             | - 大家志津香 | - ハリー杉山 - 藤田ニコル    | 2025年06月21日        | [ 102 ] |
| 88   | アリジゴク                       | - 板倉俊之 | - 谷まりあ - 高野正成        | 2025年07月05日        | [ 103 ] |
| 89   | ナマコ                           | - 和田まんじゅう | - 川端結愛 - ビビる大木      | 2025年07月12日        | [ 104 ] |
| 90   | シイタケ                         | - 須田亜香里（シイタケ） - キラ・メイ（エノキタケ） - キャ・ノン（シメジ） - チャンベイビー（エリンギ） - ナルハワールド（マツタケ） | - 勝村政信 - 高橋真麻        | 2025年07月19日        | [ 105 ] |
| 91   | トビ                             | - 久保田かずのぶ | - 木村有希 - つるの剛士      | 2025年07月26日        | [ 106 ] |
| 92   | 対決スペシャル 緊張vs.空腹       | - もう中学生 - 栗原類 |                              | 2025年08月02日        | [ 107 ] |
| 93   | ウツボ                           | - 真壁刀義 | - みりちゃむ - 濱口優        | 2025年08月16日        | [ 108 ] |
| 94   | フジツボ                         | - 岡田圭右 | - 大家志津香 - つるの剛士    | 2025年08月23日 (予定) | [ 109 ] |